# Cheng Ing Hau
Chen Ing Hau (陳盈豪 / Chén Yíngháo) és un informàtic nascut el 25 d’agost de 1975 a Taiwan. És conegut per ser l'autor del virus informàtic Txernòbil o CIH.
Quan va crear el virus, l'any 1999, Chen Ing Hau acudia a la universitat Tatung a Taipei on estudiava. Abans de graduar-se va demanar disculpes a internet, principalment als afectats xinesos pel seu virus. Al mateix any, va ser reclutat per l'exèrcit on va ajudar per a evitar danys als sistemes informàtics del virus que ell havia creat. Poc després va abandonar l'exèrcit per problemes psicològics. L'any 2000 Chen Ing Hau va ser detingut perquè un estudiant es va queixar dels danys que va sofrir el seu ordinador per culpa del CIH. El 2003 a Taiwan es va crear la llei sobre els "crims virtuals", i els encarregats diuen que Chen Ing Hau va ser la causa d'aquesta llei. Va treballar com a provador de hardware per a Wahoo International Enterprise i després per a Gigabyte technology.